# Филип Валоа
Филип Валоа или Филип Орлеански (на френски: Philippe d'Orleans; * 1 юли 1336, Венсен, Кралство Франция; † 1 септември 1375, Орлеан, Кралство Франция), е първи херцог на Орлеан от 1344 г., херцог Туренски от 1360 г., граф Валоа от 1344 г., граф дьо Бомон-льо-Роже от 1345 г.

## Биография
Той е четвърти син на краля на Франция Филип VI и Жана Бургундска. По-малък брат е на френския крал Жан II Добрия.
През 1344 г. 8-годишният Филип е назначен от баща си за първи херцог на Орлеан. По-късно придобива титлата херцог Турен, граф Валоа и Бомон-льо-Роже.
На 19 септември 1356 г. херцог Филип Орлеански участва в известната битка с англичаните при Поатие, където ръководи втората линия на френската армия. След поражението, частта му се скрива зад третата линия войски, командвани от краля на Франция, Жан ІІ Добрия. Участва в заседанията на Генерални щати на Франция, докато кралят е в плен в Англия.
На 1 септември 1376 година 39-годишният бездетен херцог Филип Орлеански почива в Орлеан. Неговите имоти минават към френската корона.

## Фамилия
На 18 януари 1345 година 8-годишният Филип Орлеански е оженен за 16-годишната Бланш Френска (1328 – 1393), графиня Бомон-льо-Роже, най-малката (трета) дъщеря на краля на Франция Шарл IV Красиви и Жана д'Еврьо. Деца нямат.
Филип има незаконен син – Луи († 27 март 1397), епископ на Поатие и Бове.